# Ökenroskristall

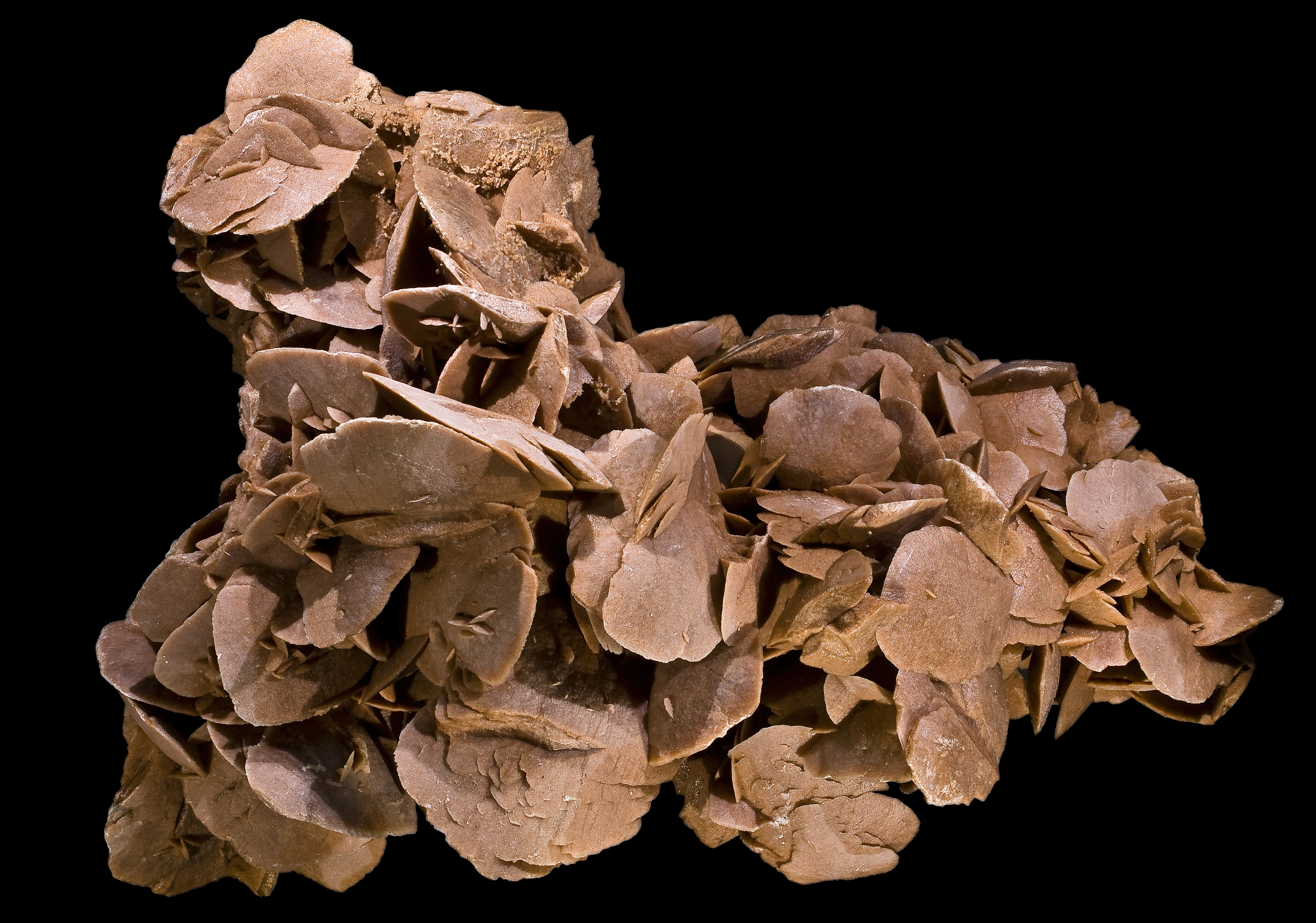
Ökenroskristall från Tunisien.

Ökenroskristall är en rosettliknande bildning av kristallkluster av gips eller baryt med en stor andel inneslutna sandkorn. Dessa strukturer bildas vanligen när kristallerna bildas i torr och sandig miljö, till exempel avdunstning av en grund saltbassäng. Rosor av gips har ofta bättre definierade och vassare kanter än rosor av baryt. De är väldigt hårda och har fina brottstrukturer.
Gipsrosor bildas i ökenområden i främst Nordafrika när grundvatten innehållande sulfatjoner förs till jordytan genom avdunstning och kristallerar. Sandrosor är vattenlösliga i motsats till rosor av baryt.
Barytrosor har hittats i Oklahoma och Kansas i USA, Marocko och Australien samt i Wetterau i Tyskland Ökenroskristallen utsågs till Oklahomas officiella mineral år 1968.